# Chalermpol Malakham
Chalermpol Malakham (thajsky เฉลิมพล มาลาคำ, * 10. října 1960, Surin Province) je thajský zpěvák a herec, který je považován za průkopníka[zdroj?] v hudebních žánrech elektronický luk thung a Mor lam.

## Diskografie

### Alba
- Tam Jai Mae Terd Nong
- Ror Mia Phee Pler
- Ar Dia Rak Wan Khao Phan Sa
- Pued Tam Nan Bak Job Loey[4] [nedostupný zdroj]
- Kid Hod Pla Keng
- Sieng Jak Phoo Yai Baan